# Paschalis (motpåve)
Paschalis, romersk ärkediakon, död 692, var motpåve från 21 september till 15 december 687. Han var motpåve mot motpåven Theodorus och den legitime påven Sergius I.
Då påve Konon avled den 21 september 687 efter elva månaders pontifikat, intog två fraktioner Lateranpalatset och utnämnde varsin kandidat, Theodorus och Paschalis. Denna förvirrade situation blev inom kort ohållbar, och en tredje kandidat utnämndes till rättmätig påve, Sergius I. Theodorus avsade sig sina anspråk på påvestolen, medan Paschalis tvingades till lydnad till den nye påven, avsattes som ärkediakon och spärrades in i ett kloster.